# 利亞帕區
10°50′11″S 75°12′36″W / 10.8364°S 75.2100°W
利亞帕區（西班牙語：Distrito de Llapa），是秘魯的一個區，位於該國北部卡哈馬卡大區的聖米格爾省，始建於1857年1月2日，面積132.7平方公里，海拔高度2,928米，2005年人口5,576，人口密度每平方公里42人。